# هایدی رنوت
هایدی رنوت (انگلیسی: Heidi Renoth؛ زادهٔ ۲۲ فوریهٔ ۱۹۷۸) اسنوبردسوار اهل آلمان است.